# Чужой звонок
«Чужой звонок» — советский телефильм 1985 года режиссёра Сергея Олейника, мелодрама по одноимённой повести Екатерины Марковой.
Телефильм удостоен премии за лучший сценарий Международного телевизионного фестиваля «Злата Прага» (1985).

## Сюжет
Живет в центре Москвы молодая, внешне благополучная и успешная женщина — художница Наталья Кузнецова. Засорившуюся в её ванной раковину приходит починить вызванный сантехник, оказывающийся человеком из её далёкого прошлого… Встреча вызывает воспоминания о первой любви: в юности она дружила с Игорем Турбиным, который был из многодетной семьи, и хотя обладал способностями и талантом, не стал поступать в институт, а пошёл работать ради двух своих младших братьев. Она вышла замуж за беззаботного и удачливого одноклассника Макаркина. Ей, дочери из творческой интеллигенции, было само-собой обеспечено место в художественной академии и обеспеченная карьера и будущее, и супруг должен был быть соответствующий. Но счастья не получилось. Спустя годы она поняла, что предала любовь и вышла замуж за совершенно чужого ей человека…

Главное здесь — морально-этическая тема. Что человек берёт в свой жизненный путь из юности? Ведь именно тогда происходит становление личности, и неверный шаг в выборе жизненной позиции может обернуться несостоявшейся судьбой. У главной героини Натальи Кузнецовой, казалось бы, есть всё, о чём может мечтать женщина: материальные блага, интересные знакомства (ведь она художница). Но почему не покидает её чувство неудовлетворенности…— Телевидение и радиовещание, 1986

## В ролях
- Елена Сафонова — Наталья Кузнецова
- Татьяна Назарова — Наташа Кузнецова в юности
- Данила Перов — Игорь Турбин
- Антон Мухарский — Валерий Макаркин
- Яна Друзь — Тимофеева, подруга Натальи
- Мария Лукашевская — Тимофеева в юности
- Наталия Сумская — учительница
- Алла Мещерякова — Зинаида Ильинична, мать Турбиных
- Ольга Прох — Зиновьева
- Саша Шиш — Парфенов
- Саша Мазуренко — Алёша, брат Игоря
- Сережа Мазуренко — Петя, брат Игоря
- Олег Соболев — Петя Макаркин
- Людмила Полякова — тетя Нина, тетя Турбиных
- Мария Скворцова — баба Нюта
- Алла Покровская — мать Натальи, певица
- Людмила Аринина — бабушка Натальи
- Маргарита Криницына — контролер в кинотеатре

## Литературная основа
Фильм снят по одноимённой повести Екатерины Марковой, её дебютной повести. Впервые напечатана в журнале «Юность» № 1 за 1979 год, в тот год получила наибольший читательский отзыв — стала как бы рекордсменкой по количеству читательских откликов в журнале, автор удостоена второй премии журнала (1979), в дальнейшем повесть многократно публиковалась, в том числе в сборнике писательницы вышедшем в издательстве «Советский писатель», «Молодая гвардия» и других. Автор сама выступила сценаристом, однако, сюжет фильма несколько отличается от повести.